# Капустін Володимир Семенович
Володимир Семенович Капустін (нар. 28 травня 1939, Полтава) — український письменник, перекладач; член Національної спілки письменників України з 2001 року.

## Життєпис
Народився 28 травня 1939 року в місті Полтаві (нині Україна). Рано втратив батьків. Проживав на Тернопільщині, Закарпатті, де закінчив Хустський культосвітній технікум. 1971 року закінчив факультет журналістики Вищої партійної школи при ЦК КПРС у Москві.
Працював журналістом, зокрема протягом 1995—2006 років спеціальним кореспондентом газети «Народна армія» у Києві, при редакції якої очолював літературно-мистецьку студію «Срібні сурми», редактором дитячої газети «Сонечко».

## Творчість
Автор поезій, нарисів, пісень. У творчому доробку:
- поезії «Вітрила» (Київ, 1993);
- поезії «Горить багаття калинове» (Київ, 1994);
- книга для дітей «Зажурився кіт» (Київ, 2000);
- книга нарисів «Одна на цілий світ» (Київ, 2003)[b];
- «Квітка Аргімпаси: Легенди рідного краю» (Фастів, 2007);
- «У білім спалаху бузку: Вибране» (Фастів, 2007).

У співдружності з композиторами Марією Галюк, Василем Карячуном та іншими написав низку пісень. 
Зробив переклади з кримськотатарської (оповідання Мамута Дібага, І. Керіма, Р. Мурата опубліковані у збірці «Молитва ластівки», Київ, 2006), російської (Сергій Єсенін), білоруської (Едуард Акулін) та циганської (І. Маозре) мов.

## Виноски
1. ↑  Досліджує історії українських пісень[1].
2. ↑  Присвячена забутим іменам творців українських пісень: Тимку Падурі, Я. Комарницькому, В. Ржевуцькому, О. Романовій та іншим.